# Notre-Dame-des-Neiges (Québec)
Pour les articles homonymes, voir Notre-Dame-des-Neiges et Notre-Dame.
Notre-Dame-des-Neiges est une municipalité située dans la municipalité régionale de comté des Basques dans la région administrative du Bas-Saint-Laurent au Québec (Canada). Jusqu'en 1997, elle portait le nom de Notre-Dame-des-Neiges-des-Trois-Pistoles.

## Toponymie
Jusqu'en 1997, la municipalité portait le nom de Notre-Dame-des-Neiges-des-Trois-Pistoles. Le constituant « Trois-Pistoles » faisait référence à la rivière des Trois-Pistoles. En 1713, l'église locale adopta le nom de Notre-Dame-des-Anges qui fut changé en Notre-Dame-des-Neiges en 1790.
Une légende veut que, selon l'avis de leur curé, les paroissiens indécis quant à l'emplacement du site de l'église entamèrent une neuvaine afin d'être éclairés et que, au neuvième jour, une plaque de neige de forme carrée, inhabituelle au mois d'août, aurait constitué la réponse du ciel.
Les gentilés ont été modifiés en février 2022 par le Conseil municipal de Notre-Dame-des-Neiges pour être nommés Neigeois et Neigeoises.

## Histoire

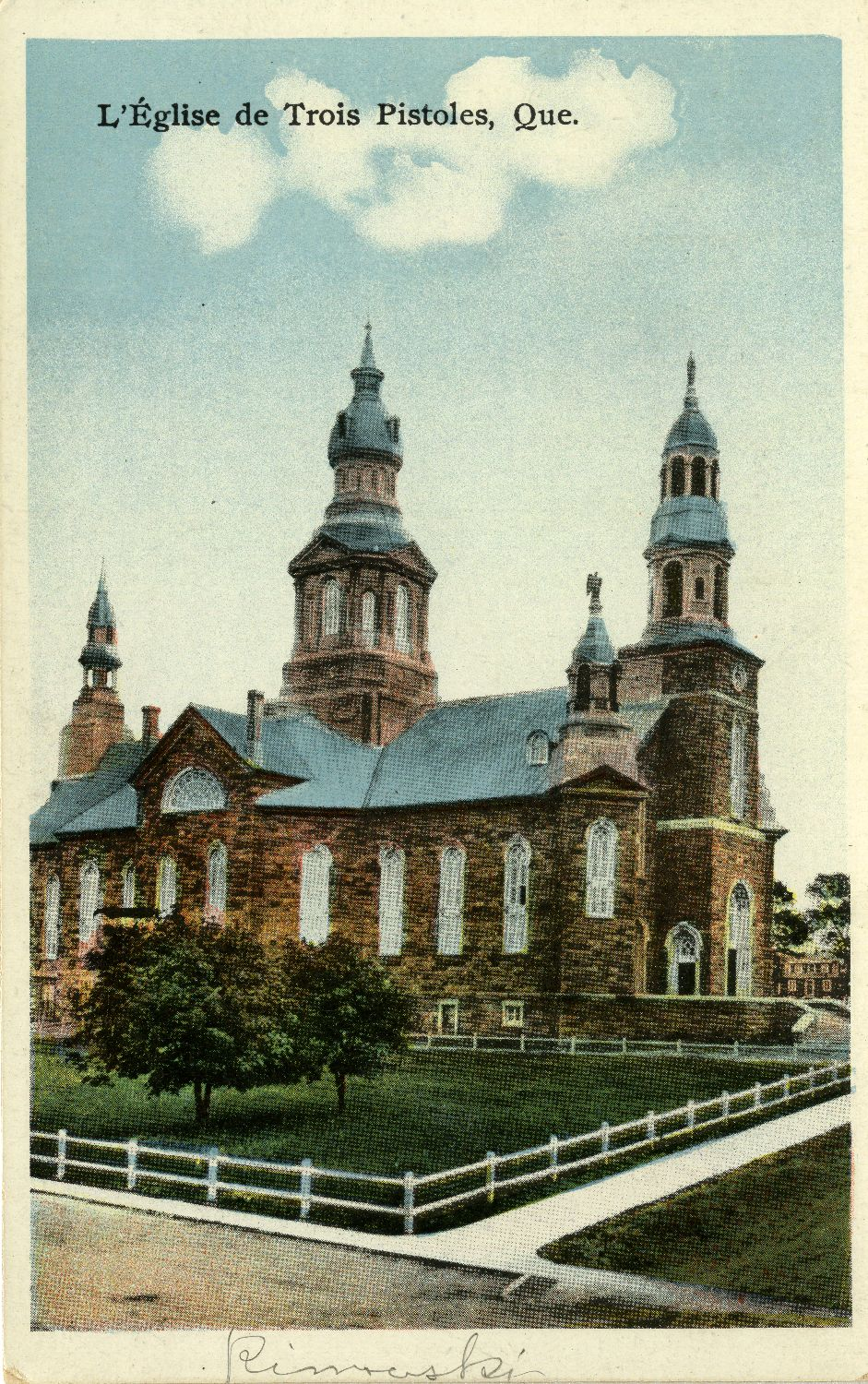
Église Notre-Dame-des-Neiges de Trois-Pistoles en 1925.

En 1827, la paroisse de Notre-Dame-des-Neiges-des-Trois-Pistoles a été érigée canoniquement. En 1835, elle est érigée civilement. En 1845, une municipalité nommée « Trois-Pistoles » englobant la paroisse est créée. Celle-ci est dissoute en 1847. En 1855, la municipalité de paroisse est créée sous le nom de « Notre-Dame-des-Neiges-des-Trois-Pistoles ».
Le 29 août 1906, la desserte de La Nativité-de-Saint-Jean-Baptiste dans le village de Rivière-Trois-Pistoles est érigée canoniquement. Elle est placée sous le patronage de saint Jean Baptiste en l'honneur du prêtre jésuite Jean-Baptiste de La Brosse, un ancien missionnaire de la paroisse de Trois-Pistoles. En 1907, une chapelle est construite. Les registres paroissiaux y sont ouverts depuis le 3 octobre 1908. En 1908, elle reçoit son premier curé, J.-A. Beaulieu. Auparavant, elle était desservie par le curé de Trois-Pistoles. Le 20 mai 1911, une fabrique est créée,.
En 1916, la ville de Trois-Pistoles est créée en se détachant de la municipalité de paroisse de Notre-Dame-des-Neiges-des-Trois-Pistoles.
En 1997, la municipalité adopte son nom actuel, « Note-Dame-des-Neiges ».

## Géographie
La municipalité de Notre-Dame-des-Neiges fait partie de la municipalité régionale de comté des Basques dans la région administrative du Bas-Saint-Laurent. Elle se situe sur le versant sud du fleuve Saint-Laurent à 250 km au nord-est de Québec et à 440 km au sud-ouest de Gaspé. Elle enclave presque complètement la ville de Trois-Pistoles. Le territoire de Notre-Dame-des-Neiges couvre une superficie de 92,87 km2.
La municipalité de Notre-Dame-des-Neiges comprend le village de Rivière-Trois-Pistoles situé à l'embouchure de la rivière des Trois-Pistoles qui traverse le territoire de la municipalité,.
Notre-Dame-des-Neiges est traversée par la route 293 qui relie Trois-Pistoles à la route 232 entre Trois-Pistoles au nord-ouest et Saint-Jean-de-Dieu au sud-est.

### Hydrographie
La rivière des Trois Pistoles délimite le sud-ouest de la municipalité puis la traverse vers le nord jusqu'à son embouchure sur l'estuaire maritime du Saint-Laurent.
La rivière Centrale traverse le nord-est vers le sud-ouest jusqu'à son embouchure sur l'estuaire.

## Démographie
| 1861  | 1871  | 1881  | 1891  | 1901  | 1911  | 1921  | 1931  |
| ----- | ----- | ----- | ----- | ----- | ----- | ----- | ----- |
| 3 451 | 3 967 | 2 872 | 2 495 | 2 595 | 3 076 | 1 801 | 1 645 |

| 1941  | 1951  | 1956  | 1961  | 1966  | 1971  | 1976  | 1981  |
| ----- | ----- | ----- | ----- | ----- | ----- | ----- | ----- |
| 1 611 | 1 659 | 1 641 | 1 702 | 1 363 | 1 206 | 1 140 | 1 206 |

| 1986  | 1991  | 1996  | 2001  | 2006  | 2011  | 2016  | 2021  |
| ----- | ----- | ----- | ----- | ----- | ----- | ----- | ----- |
| 1 233 | 1 177 | 1 318 | 1 294 | 1 209 | 1 129 | 1 085 | 1 194 |

Distribution de l'âge en 2006

Selon Statistiques Canada, la population de Notre-Dame-des-Neiges était de 1 260 habitants en 2006. La tendance démographique des dernières années suit celle de l'Est du Québec, c'est-à-dire une décroissance. En effet, en 2001, la population était de 1 294 habitants. Ce qui correspond à un taux de décroissance de 6,6 % en cinq ans. L'âge médian de la population est de 49 ans.
Le nombre total de logements privés à Notre-Dame-des-Neiges est de 772. Cependant, seulement 503 de ces logements sont occupés par des résidents permanents. La majorité des logements de Notre-Dame-des-Neiges sont des maisons individuelles.
1,7 % de la population de Notre-Dame-des-Neiges est issu de l'immigration. 40 % de ces immigrants sont arrivés entre 2001 et 2006, le reste est arrivé avant 1991. 98,3 % de la population a le français en tant que langue maternelle, le reste ont à parts égales l'anglais et une autre langue que le français et l'anglais comme langue maternelle. 21,6 % de la population maitrise les deux langues officielles du Canada et tous les habitants maitrisent le français. 0,8 % de la population a une identité autochtone.
Le taux de chômage dans la municipalité était de 24,7 % en 2006. La revenu médian des Neigeois est de 24 640 $.
23,2 % de la population de 15 ans et plus de Notre-Dame-des-Neiges n'a aucun diplôme d'éducation. 45,3 % de cette population n'a que le diplôme d'études secondaires ou professionnelles. 11,3 % de cette population a un diplôme de niveau universitaire. 1,9 % des diplômés postsecondaires ont effectué leurs études à l'extérieur du Canada. Le principal domaine d'études des Neigeois est « l'architecture, le génie et les services connexes ».

## Administration
Le conseil municipal est composé d'un maire et de six conseillers qui sont élus en bloc à tous les quatre ans sans division territoriale.
| Mandat    | Fonction    | Nom                 |
| --------- | ----------- | ------------------- |
| 2021-2025 | Maire       | Jean-Marie Dugas    |
| 2021-2025 | Conseillers |                     |
| 2021-2025 | #1          | Jean-Paul Rioux     |
| 2021-2025 | #2          | Gilles Lamarre      |
| 2021-2025 | #3          | Mélanie Dubé        |
| 2021-2025 | #4          | Sylvain Sénéchal    |
| 2021-2025 | #5          | Jean-Yves D'Amboise |
| 2021-2025 | #6          | Hélène Poirier      |

| Notre-Dame-des-Neiges Maires depuis 2001                                                                              |                     |         |          |
| Élection | Maire               | Qualité | Résultat |
| 2001 | André Leblond       |         | Voir     |
| 2005 | Gérard Beaulieu     |         | Voir     |
| 2009 | Jean-Marie Lafrance |         | Voir     |
| 2013 | André Leblond       |         | Voir     |
| 2017 | Jean-Marie Dugas    |         | Voir     |
| 2021 | Jean-Marie Dugas    | Voir    |          |
| Élection partielle en italique Depuis 2005, les élections sont simultanées dans toutes les municipalités québécoises. |                     |         |          |

De plus, Dany Larrivée est le directeur général et greffier-trésorier et Danielle Ouellet est adjointe au directeur général et greffière de la municipalité.